# Paul Soete
Paul Soete (Sint-Jans-Molenbeek, 9 mei 1949) is een Belgisch bestuurder.

## Levensloop
Soete studeerde rechten en criminologie aan de Rijksuniversiteit Gent, alwaar hij in 1971 afstudeerde.
Hij begon zijn professionele carrière als juridisch adviseur van een verzekeringsmaatschappij, vervolgens was hij sociaal adviseur van de staalfederatie. In 1984 ging hij aan de slag bij Fabrimetal als directeur van het sociaal departement. In november 2001 werd hij aangesteld als gedelegeerd bestuurder van technologiefederatie Agoria, sinds 2000 de nieuwe naam van Fabrimetal, in opvolging van Philippe de Buck van Overstraeten. Zelf werd hij in mei 2014 in deze hoedanigheid opgevolgd door Marc Lambotte. Vervolgens ging hij aan de slag als zelfstandig consultant en sinds december 2015 is hij voorzitter van het beheerscomité van de RSZ in opvolging van Josly Piette.
Soete was onder meer lid van Europees Economisch en Sociaal Comité (EESC), bestuurder van het Verbond van Belgische Ondernemingen (VBO) en van de Belgische Vereniging van Pensioeninstellingen (BVPI).
Paul Soete is een kleinzoon van de architect Jules Soete (1881-1955) en een broer van de econoom Luc Soete (1950).